# Supreme Court of the United States Police
Supreme Court of the United States Police är en amerikansk federal polismyndighet med syfte att stävja allmän ordning och förebygga brott begångna i United States Supreme Court Building och det direkta närområdet i Washington, D.C. Myndighetschefen är Pamela Talkin, vars titel egentligen är Marshal of the United States Supreme Court, en slags operativ chef för domstolen.
Myndigheten har sitt ursprung från 1935 när USA:s högsta domstol anlitade en vaktstyrka för att bevaka domstolens intressen. 1949 drev USA:s kongress genom lagen 40 U.S. Code § 6121 som skapade en officiell polismyndighet för domstolen och dess intressen.